# ピログルタミン酸
ピログルタミン酸[(S)-Pyroglutamic acid), L-Pyroglutamic acid] またはピドル酸(pidolic acid)は、グルタミン酸のカルボキシル基とアミノ基が分子内縮合反応を起こして、ラクタムを形成したアミノ酸である。このアミノ酸は、バクテリオロドプシンを含めた様々なタンパク質で見られる。
N末端のグルタミン酸残基は自発的に縮合しピログルタミン酸になるが、ピログルタミン酸アミノペプチダーゼはピログルタミン酸残基を開裂させてフリーなN末端に戻すことができる。

## エドマン分解
エドマン分解はタンパク質のアミノ酸配列を決定する化学的手法であるが、グルタミンのような側鎖にアミノ基を含むものは自発的に環化縮合し、分解反応を妨げる。そのため先に脱ピログルタミル化を行いピログルタミル基を除去する必要がある。